# Чупринин, Кирилл Сергеевич
Кирилл Сергеевич Чупринин (укр. Кирило Сергійович Чупринін; род. 22 июля 1975) — украинский легкоатлет, специалист по метанию диска. Выступал за сборную Украины по лёгкой атлетике в конце 1990-х — начале 2000-х годов, многократный победитель и призёр первенств национального значения, участник летних Олимпийских игр в Сиднее.

## Биография
Кирилл Чупринин родился 22 июля 1975 года.
Впервые заявил о себе в лёгкой атлетике на международном уровне в сезоне 1997 года, когда вошёл в состав украинской национальной сборной и выступил на молодёжном европейском первенстве в Турку, где в зачёте метания диска с результатом 56,78 стал бронзовым призёром.
В 2000 году одержал победу на чемпионате Украины в Киеве (61,89). Благодаря череде удачных выступлений удостоился права защищать честь страны на летних Олимпийских играх в Сиднее — на предварительном квалификационном этапе метнул диск на 58,38 метра, чего оказалось недостаточно для выхода в финал.
В 2002 году победил на чемпионате Украины в Донецке (58,60).
В мае 2003 года на соревнованиях в Киеве установил свой личный рекорд в метании диска — 63,92 метра.
В 2004 году был лучшим в зачёте украинского национального чемпионата в Ялте (60,50).
В 2005 году на турнире в Киеве в четвёртый раз стал чемпионом Украины в метании диска (59,34).
Завершил спортивную карьеру по окончании сезона 2007 года.